# Ян-ди (династия Суй)
Суй Ян-ди, или император Ян (кит. 炀帝; 569—618) — второй император китайской династии Суй, второй сын императора Вэня. Годы правления: 604—618. В исторической литературе, тем не менее, чаще употребляется имя Суй Ян-ди (隋炀帝) — Суйский император Ян.
Также известен под именами Ин (кит. 英), Амо (кит. 阿摩), а также император Мин (кит. 明帝) во времена короткого правления его внука Ян Тона.
Собственным именем императора Ян был Ян Ин. По совету жреца его отец сменил имя сына на Ян Гуан. После основания династии Суй в 581 году Ян занял пост принца Цзинь. В 588 году он был назначен командиром 5 армий, вторгшихся в южное государство династии Чэнь, и завоевавших его. Военные успехи Яна Гуана и поражения его старшего брата Ян Юна сделали провозглашение первого наследником. В 604 году отец обоих братьев умер при загадочных обстоятельствах, и Ян Гуан взошел на престол под именем императора Яна.
Император Ян правил с 604 года и завершил крупные инженерные проекты, в частности — строительство Великого канала руками 2 миллионов рабочих. Он способствовал реконструкции Великой китайской стены, которая унесла жизни 6 миллионов человек. Во времена его правления 8 миллионов китайцев были заняты на строительстве императорских дворцов, дорог, осадной техники и кораблей.
Возобновились и контакты с дальними странами. Посол Ли Ю (李昱) был отправлен в Персию откуда вернулся вместе с персидским посольством.
Монарх пытался расширять границы своей империи, но делал это неудачно. Завоевание южновьетнамского государства Чампа в 605 году провалилось из-за потери армии, которую уничтожила малярия, а три неудачные кампании против корейского государства Когурё в 612—614 годах, отраженные генералом Ыльчи Мундоком, истощили китайскую казну и повлекли гибель 3 миллионов китайских солдат.
Чрезмерные строительные планы и внешнеполитические амбиции императора Яна вызвали народное восстание в Северном Китае. Монарх попытался спастись на юге, но весной 618 года (11 апреля) был убит заговорщиками под руководством Юйвэня Хуацзи. Неудачная политика правителя стоила жизни не только ему самому, но и его династии, которая прекратила существование в том же году.
В китайской историографии и литературе император Ян изображается как один из крупнейших тиранов в истории Китая.
Во времена династии Цин (1644—1911 гг.) при императоре Цзяцин (годы правления: 1795—1820 гг.) тогдашний канцлер Жуань Юаньцзин на основании изучения исторических материалов и полевых исследований определил, что гробница суйского Ян-ди расположена на территории нынешней деревни Хуайэр поселка Хуайсы города Янчжоу из провинции Цзянсу. Он пожертвовал огромную сумму денег на реставрацию памятника. Но только в наши дни археологи подтвердили, что местом захоронения императора Ян-ди и его жены императрицы по фамилии Сяо является нынешний хутор Цао деревни Сыту поселка Сиху города Янчжоу.